# 헌츠빌 하보크
| 헌츠빌 하보크   |                             |
| 설립연도        | 2004년                      |
| 해체연도        |                             |
| 역사            | 헌츠빌 하보크 (2004년~현재) |
| 경기장          | 본 브라운 센터              |
| 연고지          | 앨라배마주 헌츠빌           |
| 상징색          | 검정, 빨강, 하양, 은        |
| 구단주          | HSV 스포츠 LLC              |
| 단장            |                             |
| 감독            | 글렌 데튤오                 |
| 정규시즌 우승   |                             |
| 플레이오프 우승 | 1 (2010)                    |
| 영구 결번       | 17, 29, 33                  |

헌츠빌 하보크(Huntsville Havoc)는 미국 앨라배마주 헌츠빌을 연고지로 하는 SPHL 소속 아이스 하키팀이다.

## 역대 홈경기장
| 경기장         | 사용기간    | 수용인원 | 장소              | 비고 |
| -------------- | ----------- | -------- | ----------------- | ---- |
| 헌츠빌 하보크  |             |          |                   |      |
| 본 브라운 센터 | 2004년~현재 | 6,602명  | 앨라배마주 헌츠빌 | 빈칸 |